# Vang Station
Vang Station (Vang stasjon eller Vang holdeplass) var en jernbanestation, der lå i Ski kommune på Indre Østfoldbanen (Østre Linje) i Norge.
Stationen blev åbnet som trinbræt i 1932 og nedlagt 1. februar 1947. Den lå 29,03 km fra Oslo S.